# Hakim Ziyech
Hakim Ziyech (Dronten, 19 marzo 1993) è un calciatore marocchino, centrocampista o attaccante attualmente svincolato della nazionale marocchina.

## Biografia
È nato a Dronten nei Paesi Bassi da genitori marocchini originari della regione del Rif. È l'ultimo di otto figli. All'età di 10 anni ha perso il padre, evento che ha avuto un impatto significativo sulla sua vita e carriera.
Ziyech ha donato in beneficenza tutti i premi ricevuti con la nazionale marocchina, sostenendo famiglie bisognose nel suo paese di origine.
È un devoto musulmano e osserva le cinque preghiere giornaliere.

## Caratteristiche tecniche
È un trequartista dotato di grande tecnica e visione di gioco. Può giocare anche come ala destra. Dotato di una tecnica di tiro di primo ordine, il suo piede forte è il sinistro benché sia in grado di segnare calciando anche con il destro, la sua precisione nel tirare gli consente di segnare anche da fuori area. Specialista dei calci piazzati, è molto abile nel dribbling.

## Carriera

### Club

#### Heerenveen e Twente
Cresce nelle giovanili dell'Heerenveen, con cui fa il suo esordio da professionista il 2 agosto 2012 in Europa League contro il Rapid Bucarest. Il 17 agosto 2014, dopo aver disputato le prime due partite del nuovo campionato con l'Heerenveen, con cui in totale ha ottenuto 40 presenze e 11 gol in campionato, viene acquistato dal Twente. Concluderà la stagione 2014-2015 con il primato di assist in Eredivisie, oltre a 11 gol nel solo campionato. Nella stagione 2015-2016 invece segna ben 17 gol in 33 presenze in Eredivisie.

#### Ajax
Il 30 agosto 2016 passa all'Ajax, che lo preleva dal Twente per 11 milioni di euro. Con il club di Amsterdam firma un contratto quinquennale e guadagna immediatamente un posto da titolare nella squadra, per poi concludere la prima stagione con 42 presenze e 10 gol e una finale di Europa League persa. Nella stagione seguente segna complessivamente un gol in meno, ma alla fine dell'annata viene premiato come Ajacide dell'anno. La consacrazione avviene nella stagione 2018-2019, nella quale, con 21 gol e 20 assist realizzati in 49 partite, è uno dei protagonisti della grande scalata dell'Ajax, che arriva fino alla semifinale di UEFA Champions League e vince Coppa dei Paesi Bassi e campionato; il 16 maggio 2019 viene premiato per la seconda volta come Ajacide dell’anno. In estate decide di rimanere all'Ajax, rinnovando il proprio contratto fino al 2022.

#### Chelsea

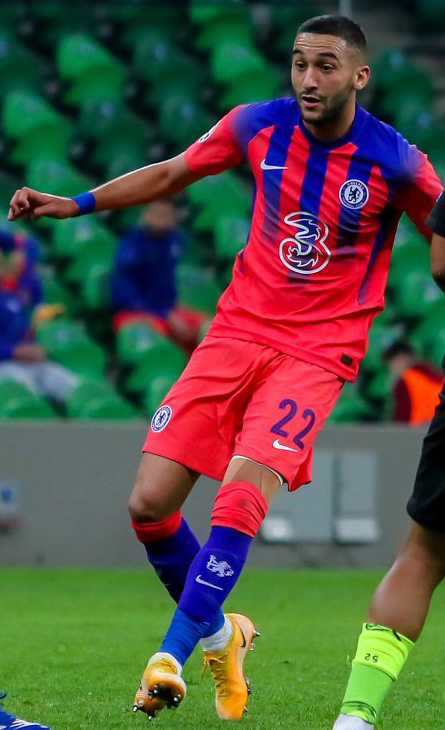
Ziyech al nel 2020

Il 13 febbraio 2020 Ajax e Chelsea annunciano di aver trovato un accordo per il passaggio del giocatore ai londinesi a partire dalla stagione successiva, in cambio di 40 milioni di euro più 4 milioni di bonus. Esordisce in campionato il 17 ottobre nella partita pareggiata contro il Southampton, subentrando nel secondo tempo. Il 28 ottobre segna il suo primo gol con i londinesi in UEFA Champions League, nella partita vinta per 4-0 in casa del Krasnodar. Tre giorni dopo realizza la sua prima rete in Premier League, nel successo per 3-0 in casa del Burnley. Nel corso della stagione non riesce a imporsi come titolare fisso a causa della concorrenza e di problemi fisici, ma vince la UEFA Champions League, non disputando la finale contro il Manchester City e andando a segno nel corso del torneo agli ottavi, nel successo per 2-0 contro l'Atlético Madrid.
Nella stagione 2021-2022 va a segno nei tempi regolamentari della sfida di Supercoppa UEFA poi vinta dagli inglesi ai rigori contro il Villarreal. Nel febbraio 2022 si aggiudica con i compagni anche la Coppa del mondo per club FIFA.

#### Galatasaray e Al Duhail
Il 20 agosto 2023 viene ceduto in prestito con obbligo di riscatto al Galatasaray. A fine stagione, dopo aver messo insieme 23 presenze e 8 gol tra campionato e Champions e aver contribuito alla vittoria del titolo nazionale, viene riscattato dai turchi a titolo gratuito. Chiude la sua avventura con il club turco il 29 gennaio 2025, decidendo di risolvere di comune accordo il contratto con la società.
Il giorno dopo essersi liberato, viene annunciato il suo approdo all'Al-Duhail, squadra di Qatar Stars League, la massima serie del campionato qatariota.

### Nazionale
Dopo aver rappresentato i Paesi Bassi a livello giovanile, nel 2015 opta per rappresentare il Marocco, di cui diventa sin da subito un caposaldo, disputando il campionato del mondo del 2018 e la Coppa d'Africa del 2019.
Nel settembre 2021 viene estromesso dalle convocazioni a seguito di dissidi col CT Vahid Halilhodžić, che pochi mesi dopo lo ha escluso pure dai convocati per la Coppa d'Africa, salvo poi fare ritorno in nazionale il 23 settembre 2022 in vista dell'amichevole contro il Cile.
Nel novembre del 2022, è stato convocato dal CT Walid Regragui per disputare la fase finale dei Mondiali in Qatar, in cui ha giocato tutte le partite e segnato una rete, battendo per 2-1 il Canada, inoltre nel match finito a reti inviolate contro la Spagna il Marocco vince per 3-0 ai rigori, il secondo tiro dagli undici metri lo segna Ziyech, il Marocco riesce a concludere il torneo al quarto posto. In seguito al risultato storico ottenuto, nel dicembre successivo Ziyech e il resto della rosa marocchina sono stati insigniti dell'Ordine del Trono durante un ricevimento al Palazzo Reale di Rabat.

## Statistiche

### Presenze e reti nei club
Statistiche aggiornate al 14 maggio 2025.
| Stagione           | Squadra            | Campionato         | Campionato | Campionato | Coppe nazionali | Coppe nazionali | Coppe nazionali | Coppe continentali | Coppe continentali | Coppe continentali | Altre coppe | Altre coppe | Altre coppe | Totale | Totale |
| Stagione           | Squadra            | Comp               | Pres       | Reti       | Comp            | Pres            | Reti            | Comp               | Pres               | Reti               | Comp        | Pres        | Reti        | Pres   | Reti   |
| ------------------ | ------------------ | ------------------ | ---------- | ---------- | --------------- | --------------- | --------------- | ------------------ | ------------------ | ------------------ | ----------- | ----------- | ----------- | ------ | ------ |
| 2012-2013          | Heerenveen         | ED                 | 3+2        | 0          | CO              | 1               | 0               | UEL                | 2                  | 0                  | -           | -           | -           | 8      | 0      |
| 2013-2014          | Heerenveen         | ED                 | 31+2       | 9          | CO              | 3               | 2               | -                  | -                  | -                  | -           | -           | -           | 36     | 11     |
| ago. 2014          | Heerenveen         | ED                 | 2          | 2          | CO              | -               | -               | -                  | -                  | -                  | -           | -           | -           | 2      | 2      |
| Totale Heerenveen  | Totale Heerenveen  | Totale Heerenveen  | 40         | 11         |                 | 4               | 2               |                    | 2                  | 0                  |             | -           | -           | 46     | 13     |
| ago. 2014-2015     | Twente             | ED                 | 31         | 11         | CO              | 5               | 4               | UEL                | 2                  | 0                  | -           | -           | -           | 38     | 15     |
| 2015-2016          | Twente             | ED                 | 33         | 17         | CO              | 1               | 0               | -                  | -                  | -                  | -           | -           | -           | 34     | 17     |
| ago. 2016          | Twente             | ED                 | 4          | 2          | CO              | -               | -               | -                  | -                  | -                  | -           | -           | -           | 4      | 2      |
| Totale Twente      | Totale Twente      | Totale Twente      | 68         | 30         |                 | 6               | 4               |                    | 2                  | 0                  |             | -           | -           | 76     | 34     |
| ago. 2016-2017     | Ajax               | ED                 | 28         | 7          | CO              | 1               | 1               | UEL                | 13                 | 2                  | -           | -           | -           | 42     | 10     |
| 2017-2018          | Ajax               | ED                 | 34         | 9          | CO              | 1               | 0               | UCL+UEL            | 2+2                | 0                  | -           | -           | -           | 39     | 9      |
| 2018-2019          | Ajax               | ED                 | 29         | 16         | CO              | 3               | 0               | UCL                | 17                 | 5                  | -           | -           | -           | 49     | 21     |
| 2019-2020          | Ajax               | ED                 | 21         | 6          | CO              | 2               | 0               | UCL+UEL            | 10+1               | 3+0                | SO          | 1           | 0           | 35     | 9      |
| Totale Ajax        | Totale Ajax        | Totale Ajax        | 112        | 38         |                 | 7               | 1               |                    | 45                 | 10                 |             | 1           | 0           | 165    | 49     |
| 2020-2021          | Chelsea            | PL                 | 23         | 2          | FACup+CdL       | 6+0             | 2               | UCL                | 10                 | 2                  | -           | -           | -           | 39     | 6      |
| 2021-2022          | Chelsea            | PL                 | 23         | 4          | FACup+CdL       | 5+4             | 2+0             | UCL                | 9                  | 1                  | SU+Cmc      | 1+2         | 1+0         | 44     | 8      |
| 2022-2023          | Chelsea            | PL                 | 18         | 0          | FACup+CdL       | 1+1             | 0               | UCL                | 4                  | 0                  | -           | -           | -           | 24     | 0      |
| Totale Chelsea     | Totale Chelsea     | Totale Chelsea     | 64         | 6          |                 | 17              | 4               |                    | 23                 | 3                  |             | 3           | 1           | 107    | 14     |
| 2023-2024          | Galatasaray        | SL                 | 18         | 6          | TK              | 0               | 0               | UCL                | 5                  | 2                  | ST          | 0           | 0           | 23     | 8      |
| 2024-gen. 2025     | Galatasaray        | SL                 | 5          | 0          | TK              | 0               | 0               | UCL+UEL            | 2+3                | 0                  | ST          | 1           | 0           | 11     | 0      |
| Totale Galatasaray | Totale Galatasaray | Totale Galatasaray | 23         | 6          |                 | 0               | 0               |                    | 10                 | 2                  |             | 1           | 0           | 34     | 8      |
| gen.-giu. 2025     | Al-Duhail          | QSL                | 9          | 1          | QSC+EQC         | 0+2             | 0+0             | -                  | -                  | -                  | CQ          | 2           | 0           | 13     | 1      |
| Totale carriera    | Totale carriera    | Totale carriera    | 316        | 92         |                 | 36              | 11              |                    | 82                 | 15                 |             | 7           | 1           | 441    | 119    |

### Cronologia presenze e reti in nazionale
| Cronologia completa delle presenze e delle reti in nazionale ― Marocco | Cronologia completa delle presenze e delle reti in nazionale ― Marocco | Cronologia completa delle presenze e delle reti in nazionale ― Marocco | Cronologia completa delle presenze e delle reti in nazionale ― Marocco | Cronologia completa delle presenze e delle reti in nazionale ― Marocco | Cronologia completa delle presenze e delle reti in nazionale ― Marocco | Cronologia completa delle presenze e delle reti in nazionale ― Marocco | Cronologia completa delle presenze e delle reti in nazionale ― Marocco |
| Data                                                                   | Città                                                                  | In casa                                                                | Risultato                                                              | Ospiti                                                                 | Competizione                                                           | Reti                                                                   | Note                                                                   |
| ---------------------------------------------------------------------- | ---------------------------------------------------------------------- | ---------------------------------------------------------------------- | ---------------------------------------------------------------------- | ---------------------------------------------------------------------- | ---------------------------------------------------------------------- | ---------------------------------------------------------------------- | ---------------------------------------------------------------------- |
| 9-10-2015                                                              | Agadir                                                                 | Marocco                                                                | 0 – 1                                                                  | Costa d'Avorio                                                         | Amichevole                                                             | -                                                                      | 49’ 65’                                                                |
| 12-10-2015                                                             | Agadir                                                                 | Marocco                                                                | 1 – 1                                                                  | Guinea                                                                 | Amichevole                                                             | -                                                                      | 64’                                                                    |
| 12-11-2015                                                             | Agadir                                                                 | Marocco                                                                | 1 – 1                                                                  | Guinea                                                                 | Amichevole                                                             | -                                                                      |                                                                        |
| 15-11-2015                                                             | Bata                                                                   | Guinea Equatoriale                                                     | 1 – 0                                                                  | Marocco                                                                | Qual. Mondiali 2018                                                    | -                                                                      | 76’                                                                    |
| 29-3-2016                                                              | Marrakech                                                              | Marocco                                                                | 2 – 0                                                                  | Capo Verde                                                             | Qual. Coppa d'Africa 2017                                              | -                                                                      | 62’                                                                    |
| 27-5-2016                                                              | Tangeri                                                                | Marocco                                                                | 2 – 0                                                                  | Rep. del Congo                                                         | Amichevole                                                             | 2                                                                      | 84’                                                                    |
| 3-6-2016                                                               | Radès                                                                  | Libia                                                                  | 1 – 1                                                                  | Marocco                                                                | Qual. Coppa d'Africa 2017                                              | -                                                                      | 77’                                                                    |
| 4-9-2016                                                               | Rabat                                                                  | Marocco                                                                | 2 – 0                                                                  | São Tomé e Príncipe                                                    | Qual. Coppa d'Africa 2017                                              | 1                                                                      | 75’                                                                    |
| 11-10-2016                                                             | Marrakech                                                              | Marocco                                                                | 4 – 0                                                                  | Canada                                                                 | Amichevole                                                             | 2                                                                      | 84’                                                                    |
| 1-9-2017                                                               | Rabat                                                                  | Marocco                                                                | 6 – 0                                                                  | Mali                                                                   | Qual. Mondiali 2018                                                    | 2                                                                      | 85’                                                                    |
| 5-9-2017                                                               | Bamako                                                                 | Mali                                                                   | 0 – 0                                                                  | Marocco                                                                | Qual. Mondiali 2018                                                    | -                                                                      |                                                                        |
| 7-10-2017                                                              | Casablanca                                                             | Marocco                                                                | 3 – 0                                                                  | Gabon                                                                  | Qual. Mondiali 2018                                                    | -                                                                      | 73’                                                                    |
| 11-11-2017                                                             | Abidjan                                                                | Costa d'Avorio                                                         | 0 – 2                                                                  | Marocco                                                                | Qual. Mondiali 2018                                                    | -                                                                      | 82’                                                                    |
| 23-3-2018                                                              | Torino                                                                 | Serbia                                                                 | 1 – 2                                                                  | Marocco                                                                | Amichevole                                                             | 1                                                                      |                                                                        |
| 27-3-2018                                                              | Casablanca                                                             | Marocco                                                                | 2 – 0                                                                  | Uzbekistan                                                             | Amichevole                                                             | -                                                                      | 72’                                                                    |
| 31-5-2018                                                              | Carouge                                                                | Marocco                                                                | 0 – 0                                                                  | Ucraina                                                                | Amichevole                                                             | -                                                                      | 46’                                                                    |
| 4-6-2018                                                               | Ginevra                                                                | Slovacchia                                                             | 1 – 2                                                                  | Marocco                                                                | Amichevole                                                             | -                                                                      |                                                                        |
| 9-6-2018                                                               | Tallin                                                                 | Estonia                                                                | 1 – 3                                                                  | Marocco                                                                | Amichevole                                                             | 1                                                                      | 72’                                                                    |
| 15-06-2018                                                             | San Pietroburgo                                                        | Marocco                                                                | 0 – 1                                                                  | Iran                                                                   | Mondiali 2018 - 1º turno                                               | -                                                                      |                                                                        |
| 20-6-2018                                                              | Mosca                                                                  | Portogallo                                                             | 1 – 0                                                                  | Marocco                                                                | Mondiali 2018 - 1º turno                                               | -                                                                      |                                                                        |
| 25-6-2018                                                              | Kaliningrad                                                            | Spagna                                                                 | 2 – 2                                                                  | Marocco                                                                | Mondiali 2018 - 1º turno                                               | -                                                                      | 85’                                                                    |
| 8-9-2018                                                               | Casablanca                                                             | Marocco                                                                | 3 – 0                                                                  | Malawi                                                                 | Qual. Coppa d'Africa 2019                                              | 1                                                                      |                                                                        |
| 16-11-2018                                                             | Casablanca                                                             | Marocco                                                                | 2 – 0                                                                  | Camerun                                                                | Qual. Coppa d'Africa 2019                                              | 2                                                                      | 90’                                                                    |
| 12-6-2019                                                              | Marrakech                                                              | Marocco                                                                | 0 – 1                                                                  | Gambia                                                                 | Amichevole                                                             | -                                                                      | 46’                                                                    |
| 16-6-2019                                                              | Marrakech                                                              | Marocco                                                                | 2 – 3                                                                  | Zambia                                                                 | Amichevole                                                             | 2                                                                      |                                                                        |
| 23-6-2019                                                              | Il Cairo                                                               | Marocco                                                                | 1 – 0                                                                  | Namibia                                                                | Coppa d'Africa 2019 - 1º turno                                         | -                                                                      |                                                                        |
| 28-6-2019                                                              | Il Cairo                                                               | Marocco                                                                | 1 – 0                                                                  | Costa d'Avorio                                                         | Coppa d'Africa 2019 - 1º turno                                         | -                                                                      | 75’                                                                    |
| 1-7-2019                                                               | Il Cairo                                                               | Sudafrica                                                              | 0 – 1                                                                  | Marocco                                                                | Coppa d'Africa 2019 - 1º turno                                         | -                                                                      | 90’                                                                    |
| 5-7-2019                                                               | Il Cairo                                                               | Marocco                                                                | 1 – 1 dts (1 – 4 dtr)                                                  | Benin                                                                  | Coppa d'Africa 2019 - Ottavi di finale                                 | -                                                                      |                                                                        |
| 6-9-2019                                                               | Marrakech                                                              | Marocco                                                                | 1 – 1                                                                  | Burkina Faso                                                           | Amichevole                                                             | -                                                                      |                                                                        |
| 10-9-2019                                                              | Marrakech                                                              | Marocco                                                                | 1 – 0                                                                  | Niger                                                                  | Amichevole                                                             | -                                                                      | 67’                                                                    |
| 15-11-2019                                                             | Rabat                                                                  | Marocco                                                                | 0 – 0                                                                  | Mauritania                                                             | Qual. Coppa d'Africa 2021                                              | -                                                                      | cap.                                                                   |
| 19-11-2019                                                             | Bujumbura                                                              | Burundi                                                                | 0 – 3                                                                  | Marocco                                                                | Qual. Coppa d'Africa 2021                                              | -                                                                      | 81’                                                                    |
| 9-10-2020                                                              | Rabat                                                                  | Marocco                                                                | 3 – 1                                                                  | Senegal                                                                | Amichevole                                                             | -                                                                      | 59’                                                                    |
| 12-11-2020                                                             | Casablanca                                                             | Marocco                                                                | 4 – 1                                                                  | Rep. Centrafricana                                                     | Qual. Coppa d'Africa 2021                                              | 2                                                                      | 72’                                                                    |
| 17-11-2020                                                             | Douala                                                                 | Rep. Centrafricana                                                     | 0 – 2                                                                  | Marocco                                                                | Qual. Coppa d'Africa 2021                                              | 1                                                                      |                                                                        |
| 26-3-2021                                                              | Nouakchott                                                             | Mauritania                                                             | 0 – 0                                                                  | Marocco                                                                | Qual. Coppa d'Africa 2021                                              | -                                                                      | 88’                                                                    |
| 30-3-2021                                                              | Rabat                                                                  | Marocco                                                                | 1 – 0                                                                  | Burundi                                                                | Qual. Coppa d'Africa 2021                                              | -                                                                      | 81’                                                                    |
| 8-6-2021                                                               | Rabat                                                                  | Marocco                                                                | 1 – 0                                                                  | Ghana                                                                  | Amichevole                                                             | -                                                                      | 68’                                                                    |
| 12-6-2021                                                              | Rabat                                                                  | Marocco                                                                | 1 – 0                                                                  | Burkina Faso                                                           | Amichevole                                                             | -                                                                      | 75’                                                                    |
| 23-9-2022                                                              | Cornellà de Llobregat                                                  | Marocco                                                                | 2 – 0                                                                  | Cile                                                                   | Amichevole                                                             | -                                                                      | 82’                                                                    |
| 27-9-2022                                                              | Siviglia                                                               | Paraguay                                                               | 0 – 0                                                                  | Marocco                                                                | Amichevole                                                             | -                                                                      | 45+2’ 84’                                                              |
| 17-11-2022                                                             | Sharja                                                                 | Marocco                                                                | 3 – 0                                                                  | Georgia                                                                | Amichevole                                                             | 1                                                                      | 69’                                                                    |
| 23-11-2022                                                             | Al Khawr                                                               | Marocco                                                                | 0 – 0                                                                  | Croazia                                                                | Mondiali 2022 - 1º turno                                               | -                                                                      |                                                                        |
| 27-11-2022                                                             | Doha                                                                   | Belgio                                                                 | 0 – 2                                                                  | Marocco                                                                | Mondiali 2022 - 1º turno                                               | -                                                                      |                                                                        |
| 1-12-2022                                                              | Doha                                                                   | Canada                                                                 | 1 – 2                                                                  | Marocco                                                                | Mondiali 2022 - 1º turno                                               | 1                                                                      | 76’                                                                    |
| 6-12-2022                                                              | Al Rayyan                                                              | Marocco                                                                | 0 – 0 dts (3 – 0 dtr)                                                  | Spagna                                                                 | Mondiali 2022 - Ottavi di finale                                       | -                                                                      |                                                                        |
| 10-12-2022                                                             | Doha                                                                   | Marocco                                                                | 1 – 0                                                                  | Portogallo                                                             | Mondiali 2022 - Quarti di finale                                       | -                                                                      | 82’                                                                    |
| 14-12-2022                                                             | Al Khor                                                                | Francia                                                                | 2 – 0                                                                  | Marocco                                                                | Mondiali 2022 - Semifinale                                             | -                                                                      |                                                                        |
| 17-12-2022                                                             | Al Rayyan                                                              | Croazia                                                                | 2 – 1                                                                  | Marocco                                                                | Mondiali 2022 - Finale 3º posto                                        | -                                                                      | cap.                                                                   |
| 25-3-2023                                                              | Tangeri                                                                | Marocco                                                                | 2 – 1                                                                  | Brasile                                                                | Amichevole                                                             | -                                                                      |                                                                        |
| 28-3-2023                                                              | Madrid                                                                 | Marocco                                                                | 0 – 0                                                                  | Perù                                                                   | Amichevole                                                             | -                                                                      |                                                                        |
| 12-6-2023                                                              | Rabat                                                                  | Marocco                                                                | 0 – 0                                                                  | Capo Verde                                                             | Amichevole                                                             | -                                                                      | cap. 83’                                                               |
| 17-6-2023                                                              | Johannesburg                                                           | Sudafrica                                                              | 2 – 1                                                                  | Marocco                                                                | Qual. Coppa d'Africa 2023                                              | 1                                                                      |                                                                        |
| 21-11-2023                                                             | Dar es Salaam                                                          | Tanzania                                                               | 0 – 2                                                                  | Marocco                                                                | Qual. Mondiali 2026                                                    | 1                                                                      | 74’ 81’                                                                |
| 11-1-2024                                                              | San-Pédro                                                              | Marocco                                                                | 3 – 1                                                                  | Sierra Leone                                                           | Amichevole                                                             | -                                                                      |                                                                        |
| 17-1-2024                                                              | San-Pédro                                                              | Marocco                                                                | 3 – 0                                                                  | Tanzania                                                               | Coppa d'Africa 2023 - 1º turno                                         | -                                                                      | 81’                                                                    |
| 21-1-2024                                                              | San-Pédro                                                              | Marocco                                                                | 1 – 1                                                                  | RD del Congo                                                           | Coppa d'Africa 2023 - 1º turno                                         | -                                                                      | 44’ 73’                                                                |
| 24-1-2024                                                              | San-Pédro                                                              | Zambia                                                                 | 0 – 1                                                                  | Marocco                                                                | Coppa d'Africa 2023 - 1º turno                                         | 1                                                                      | cap. 46’                                                               |
| 22-3-2024                                                              | Agadir                                                                 | Marocco                                                                | 1 – 0                                                                  | Angola                                                                 | Amichevole                                                             | -                                                                      | cap. 74’                                                               |
| 26-3-2024                                                              | Agadir                                                                 | Marocco                                                                | 0 – 0                                                                  | Mauritania                                                             | Amichevole                                                             | -                                                                      | Cap. 76’                                                               |
| 7-6-2024                                                               | Agadir                                                                 | Marocco                                                                | 2 – 1                                                                  | Zambia                                                                 | Qual. Mondiali 2026                                                    | 1                                                                      | 63’                                                                    |
| 11-6-2024                                                              | Agadir                                                                 | Marocco                                                                | 6 – 0                                                                  | Rep. del Congo                                                         | Qual. Mondiali 2026                                                    | -                                                                      | Cap. 68’                                                               |
| 6-9-2024                                                               | Agadir                                                                 | Marocco                                                                | 4 – 1                                                                  | Gabon                                                                  | Qual. Coppa d'Africa 2025                                              | 2                                                                      | Cap. 75’                                                               |
| 9-9-2024                                                               | Agadir                                                                 | Lesotho                                                                | 0 – 1                                                                  | Marocco                                                                | Qual. Coppa d'Africa 2025                                              | -                                                                      | 57’                                                                    |
| Totale                                                                 |                                                                        | Presenze                                                               | 65                                                                     |                                                                        | Reti (4º posto)                                                        | 25                                                                     |                                                                        |

## Palmarès

### Club

#### Competizioni nazionali
- Coppa dei Paesi Bassi: 1

Ajax: 2018-2019
- Campionato olandese: 1

Ajax: 2018-2019
- Supercoppa dei Paesi Bassi: 1

Ajax: 2019
- Supercoppa di Turchia: 1

Galatasaray: 2023
- Campionato turco: 1

Galatasaray: 2023-2024

#### Competizioni internazionali
- UEFA Champions League: 1

Chelsea: 2020-2021
- Supercoppa UEFA: 1

Chelsea: 2021
- Coppa del mondo per club: 1

Chelsea: 2021

### Individuale
- Squadra dell'anno della Eredivisie: 4

2016, 2018, 2019, 2020
- Calciatore olandese dell'anno: 3

2016, 2018, 2019
- Squadra della stagione della UEFA Champions League: 1

2018-2019
- Squadra dell'anno della Confédération Africaine de Football: 2

2019, 2020